# Сайрус Кунео
Сайрус Цинцинато Кунео (англ. Cyrus Cincinato Cuneo, 1879 — пом. 23 липня 1916) — американський художник, відомий, у першу чергу, як ілюстратор, батько художника Теренса Кунео.

## Життєпис
Сайрус Кунео народився 1879 року в США в родині художників та музикантів італійського походження. Сайрус був третьою дитиною в родині. Його брати — Ріналдо (1877—1939) та Егісто (1890—1972) — також стали художниками.
Сайрус Кунео переїхав до Європи 20 жовтня 1903 року, одружившись з Нелл Маріон Тенісон (1881—1964), з якою познайомився під час навчання у Джеймса Вістлера в Парижі. Подружжя перебралося до Лондона, де Кунео ілюстрував книги й журнали, а декілька останніх років свого життя писав картини.